# Непоси
Нѐпоси (на гръцки: Νέπωσι) е средновековна крепост, разположена в центъра на Халкидическия полуостров, Гърция. Това е най-голямата крепост на Халкидическия полуостров.

## Местоположение
Крепостта е построена на хълма Кастели югозападно от Палеохори в планината Холомонда. Единственият път към крепостта е тясна стръмна пътека. Заобиколен, от три страни от Палеохорската река, която тече в дълбока клисура от 30 до 40 m.

## Име
Името Непоси вероятно идва от латинското nepos, което означава „внук“ или на късен латински „племенник“. Други версии са, че идва от Νέ-πω(ου)σι,, което означава гъста мъгла от турски pus, „мъгла“, „тъмнина“ или от славянското небойш, „неплашлив“, „смел“.
В 1968 година местността е прекръстена от Небус (Νεμπούς) на Номес (Νομές).

## История
Построена е в V век на място, което е обитавано поне от 1500 година пр. Хр. Откритите ръчно изработени керамични фрагменти свидетелстват за заселване в района от праисторически времена. От намерените елинистически фрагменти и римски монети може да се заключи, че районът е бил населен както през Елинистическата епоха, така и по време на Римската епоха.
В 1998 и 2003 година тук провежда разкопки Десета ефория за византийски старини, под ръководството на Йоаким Папангелос.
Проучванията показват, че крепостната стена от около 1 km от необработени камъни и варов хоросан, която обгражда замъка и е запазена на височина до 4 m, вероятно включва три строителни фази: едната от раннохристиянския период, която е вероятно разрушен от земетресение, през средновизантийския период и вероятно трета, ремонтна фаза.
Крепостта заема площ от около 15 декара и вътре в нея, в западната част, е имало селище. Има и църква с дървен покрив от VI век в стила на трикорабна базилика, с мраморен олтар и сводеста подземна гробница с две легла под нартекса. В храма и около него са открити много погребения от средновизантийския период. Храмът вероятно е разрушен от земетресение, но по-късно – може би през Χ век – е възстановен. Частичните разкопки показват още, че до окончателното изоставяне крепостта е ремонтирана още два пъти.
Археологическите разкопки разкриват монети на императорите Анастасий и Юстиниан, от които може да се заключи, че районът е бил населен още през V - VI век. Накрая бяха открити керамични гледжосани парчета, които са били подложени на витрификация, техника, въз основа на която е документирано и човешко заселване в района през 14-ти век. Тогава трябва да се е случило разрушаването и изоставянето на крепостта, факт, който може би е свързан с основаването на селището Палеохори, което започва да се появява в историческите източници, точно в този период.
При разкопките са намерени и два надписа на мраморни блокове. Първият е от VI век и вероятно идва от сводестата подземна гробница на нартекса и гласи следното:
| „ | +Mνιμίον Ἠου- άννου υἡοῦ Εὐ- τροπίου, εἴ τις δὲ εὐρεθῖ τί- θον παρὰ γνό- σεoς ἐμοῦ, δόσι λόγον τοῦ Θ(εο)ῦ ἐν ἡ- μέρ(ᾳ) κρίσεος+ | “ |

Надписът говори за някой си Йоан, който е бил погребан на това място и е написан неграмотно. Съдейки по меден пръстен, открит там, характерен за средновизантийския период, изглежда гробът е използван отново през този период. От втория надпис, който е по-важен, е запазена дясната половина. Вероятно е свързано с ремонта на замъка през средновизантийския период и изписва следното:
| „ | [... θεο]φύλακτον κάστρον [... πανε]υτυχοῦς [... Kωνσταντίν]ου καὶ Zωής [...] Mιχαὴλ πατρι [κίου...] τούτους του[ς] [... ἔτου]ς ´SYK[S´] | “ |

Годината ´SYK[S´] е 917/918, съвместното управление на непълнолетния Константин VII Багренородни и майка му Зоя Карбонопсина. Името Михаил трябва да се отнася за известен патриций, живял по това време и трябва да е свързан с управлението на областта или да се е погрижил за ремонта на замъка. И само интересът на благородниците към замъка говори за важността му за региона. Вероятно е било важно звено в отбранителната мрежа на империята, тъй като е известно, че Халкидики, особено през втората половина на X век е обект на български набези.